# Antoaneta Glodeanu
Antoaneta Glodeanu (n. 24 iulie 1931, București, România) a fost o actriță de film și de teatru.

## Biografie
A absolvit în 1955 Institutul de Artă Teatrală și Cinematografică „I.L.Caragiale” din București.
Antoaneta Glodeanu a lucrat ca actriță la Teatrul de Stat din Oradea (Trupa Iosif Vulcan) la sfârșitul anilor 1950 - începutul anilor 1960. În 1960 a jucat câteva piese la Teatrul Mihai Eminescu din Botoșani și la sfârșitul anilor 1960 la Teatrul Național „Vasile Alecsandri” din Iași.

## Roluri de film
- Ora „H” (1956)
- Mingea (1959)
- Străzile au amintiri (1962)[5]
- Cartierul veseliei (1965)
- Orașul văzut de sus (1975)
- Împușcături sub clar de lună (1977)
- De ce are vulpea coadă (1988) - bunica[6]

## Roluri de teatru
- Ana în Take, Ianke și Cadîr de Victor Ion Popa, 1959, regia Dan Alecsandrescu
- Flora în Mofturile Belisei de Lope de Vega, 1963, regia Corneliu Zdrehuș

Alte roluri: [nefuncțională]

## Legături externe
- Antoaneta Glodeanu la imdb.com
- Filme cu Antoaneta Glodeanu[nefuncțională – arhivă]
 la cinemarx.ro